# Moa Högdahl Schønningsen
Moa Högdahl Schønningsen (* 14. März 1996 in Trondheim, Norwegen, geborene Moa Högdahl) ist eine norwegische Handballspielerin, die dem Kader der norwegischen Nationalmannschaft angehört.

## Karriere
Högdahl Schønningsen begann das Handballspielen im Alter von 6 Jahren in ihrer Geburtsstadt bei Strindheim IL. Im Jahre 2014 wechselte die Rückraumspielerin zum norwegischen Erstligisten Byåsen IL. Ein Großteil der Saison 2015/16 musste die Linkshänderin aufgrund einer Knöchelfraktur pausieren. Ab der Saison 2018/19 stand sie beim dänischen Erstligisten Viborg HK unter Vertrag. Im Sommer 2023 schloss sie sich dem Ligakonkurrenten Nykøbing Falster Håndboldklub an.
Högdahl Schønningsen lief anfangs für die norwegische Jugend- und Juniorinnen-Auswahl auf. In den Jahren 2016 bis 2018 bestritt sie insgesamt 9 Spiele für die norwegische B-Nationalmannschaft. Am 30. Mai 2018 bestritt sie ihr erstes Länderspiel für die norwegische A-Nationalmannschaft. Bislang lief Högdahl Schønningsen 38-mal für die norwegische Nationalmannschaft auf, in denen sie 42 Treffer erzielte. 2021 gewann sie mit Norwegen die Weltmeisterschaft.

## Sonstiges
Ihre Eltern sind der norwegische Handballtrainer Arne Høgdahl und Mia Hermansson-Högdahl, die Welthandballerin des Jahres 1994. Moa Högdahl Schønningsen ist mit dem norwegischen Handballspieler Simen Högdahl Schønningsen verheiratet, mit dem sie einen Sohn hat.